# سيكامور (شجرة)

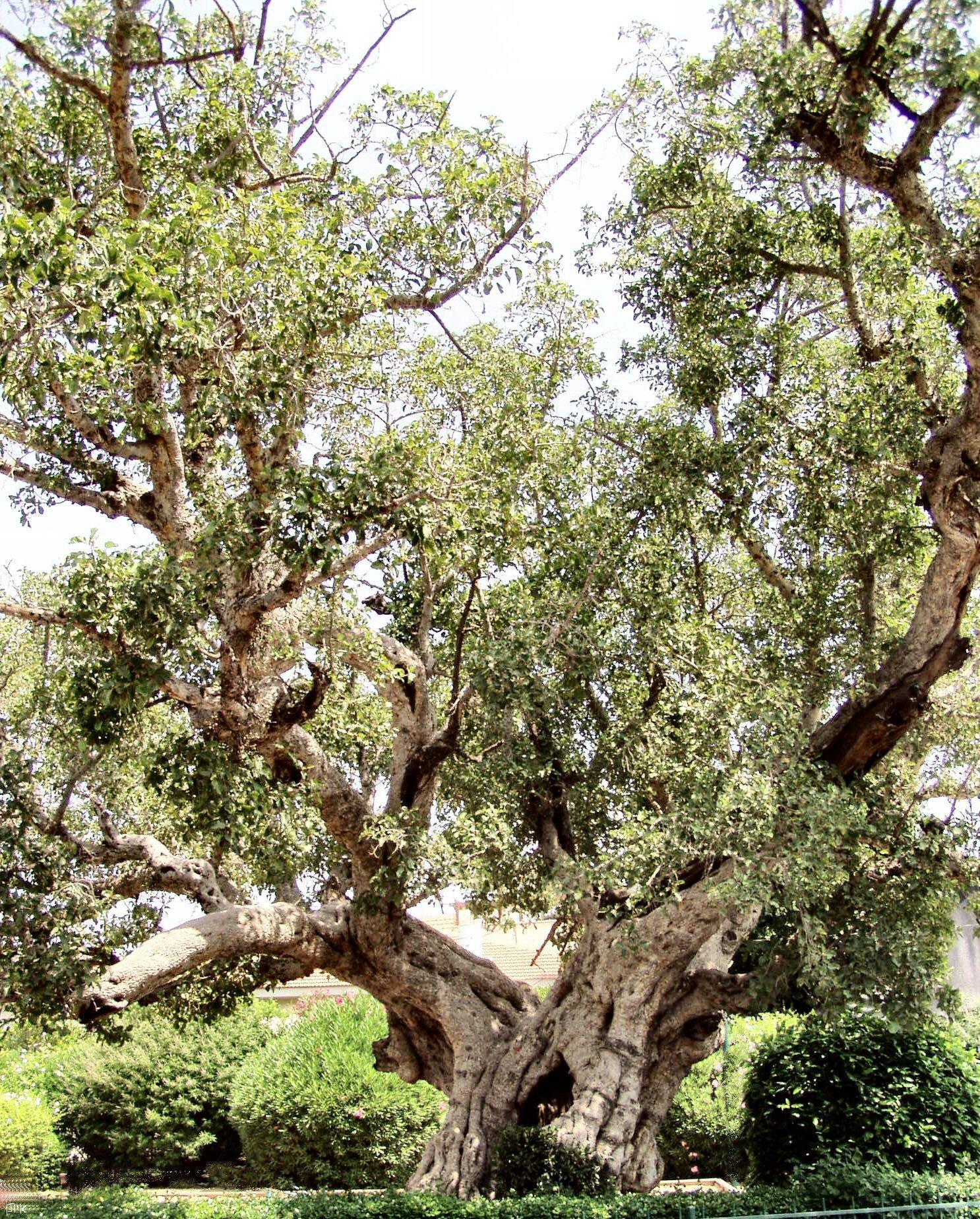
شجرة السيكامور في أرض فلسطين

شجرة السيكامور ((باليونانية: συκάμινος)‏ سيكامينوس) هي شجرة ذكرت في الأدب العبري الكلاسيكي (كتاب إشعياء 9:10؛ ميشنا (دماي 1:1، إلخ) وفي الأدب اليوناني. الشجرة معروفة أيضًا بأسماء شجرة التين السامري (جميز) والتين الموري. وهي تظهر أيضًا في إنجيل لوقا 17:6 و 19:4 من الكتاب المقدس. والكلمة العبرية المستخدمة للشجرة هي شقمة (مفرد) ((بالعبرية: שקמה‏))، شقمين (جمع) ((بالعبرية: שקמין‏))، وتحمل نفس الصوتيات تقريبًا في اللغة اليونانية (συκομορέα سيكوموريا) ومع ذ
لك، يعتبر البعض الآخر الشجرة شجرة التوت، التي توجد في نوعين، التوت الأسود (Morus nigra) والتوت الأبيض (Morus alba)، والتي توجد عادة في فلسطين. وهي في نفس الفصيلة التي تنتمي إليها شجرة التين.
سقط الطوب، ولكننا سنبني بالأحجار المنحوتة، قطعت السيكامور، ولكننا سنضع في مكانها الأرز.
كانت الأشجار شائعة جدًا في المنخفضات والسهول الساحلية لفلسطين. خلال فترة الهيكل الثاني، نمت شجرة التين السامري في أريحا، ولكن عندما كان المارة يأتون ويأخذون فروع الشجرة لأنفسهم، كان أصحاب الأشجار يأتون ويكرمون الأشجار، بأكملها، لخزانة الهيكل كقربان مكرس لمنع سرقتها.
شجرة السيكامور هي شجرة متساقطة الأوراق إلى شبه متساقطة، وتسقط ثمارها بكثرة، وبناءً على ذلك، قامت الحكماء اليهود بمنع الزارع اليهودي من زراعة مثل تلك الأشجار في نصف قطر 50 قوبة من حوض جاره.
يُعتقد أن جميع أشجار السيكامور التي تنمو حاليًا في أرض فلسطين (Ficus sycomorus) تعتبر أنواعًا متسللة، ولكنها مزروعة الآن في فلسطين. الشجرة موطنها الأصلي شرق أفريقيا. يُعتقد أن النوع كان موجودًا في الأصل في أرض فلسطين. نوع آخر من شجرة السيكامور المتوطنة في القرن الأفريقي، إثيوبيا واليمن هو رقع.